# Emily Short
Emily Short es una escritora de aventura conversacional, diseñadora narrativa y directora creativa estadounidense. Es conocida por su juego debut Galatea (2000) y por su uso de personajes no jugadores (NPC) psicológicamente complejos.

## Trayectoria
Se crio en Los Ángeles y Seattle. En 1998 se graduó en Latín y Griego en el Swarthormore College y en 2006 se doctoró en estudios clásicos por la Universidad de Pensilvania. En el 2000 creó su primer juego, el galardonado Galatea, que se expuso en la Biblioteca del Congreso de Estados Unidos. También es conocida por su uso de personajes no jugadores (NPC) psicológicamente complejos.
A Short se le ha llamado "una visionaria en el mundo de los juegos basados en texto durante años", y es la autora de más de cuarenta obras de IF. Escribió los capítulos "Desafíos de una geografía amplia" y "Sistemas de conversación NPC" para The IF Theory Reader de 2011.A la vez era la autora  de una columna periódica sobre IF paraweb y el blog Rock Paper Shotgun.
En junio de 2011, Emily Short, junto con Richard Evans, cofundó Little TextPeople, que exploró las posibilidades emocionales de la ficción interactiva. Fue adquirida a principios de 2012 por Linden Lab. En 2014, Short fue despedida de la Linden Lab, lo que finalizó el proyecto Versu en el que estaba trabajando. En ese periodo fundó el Grupo de Ficción Interactiva de Oxford y Londres.
En septiembre de 2016, Short fue contratada por Spirit AI, una  pequeña empresa que empleaba alrededor de 15 personas especializadas en el aprendizaje automático y procesamiento del lenguaje natural. En 2017 formó parte de su junta directiva,y  en 2018 fue nombrada directora de productos. En enero de 2020, Short se unió como directora creativa a Failbetter Games. En enero de 2024 anunció que dejaba la empresa.
Short es una de los miembros del comité asesor de Interactive Fiction Technology Foundation (IFTF). Su obra de 2003, City of Secrets, fue originalmente encargada por una banda de synth-pop de San Francisco, pero después de que abandonaron el proyecto, ella la completó por su cuenta.Short escribió la mayoría de los más de 300 ejemplos de programación de la documentación y creó dos juegos de demostración completos para su lanzamiento con el sistema de desarrollo de ficción interactiva de Graham Nelson, Inform 7. Aunque muchos de los primeros juegos de Short fueron escritos en Inform, luego experimentó con una variedad de formatos. Uno de esos formatos fue Versu, un motor para ficción interactiva rica en trama e historia que Short ayudó a desarrollar y que luego fue descartado por Linden Lab, la compañía propietaria del motor. Otros formatos incluyen Varytale, para el que desarrolló el juego Bee, y un motor personalizado de Liza Daly (con la ayuda de la empresa inkle) para el juego First Draft of the Revolution. Ambos formatos utilizan un motor de ficción interactiva basado en hipervínculos.

## Reconocimientos
Varias obras de Short han sido aclamadas en los premios XYZZY, un premio anual de elección popular para ficción interactiva. De más de 11 000 juegos en la Base de datos de Ficción Interactiva en julio de 2021, el juego Counterfeit Monkey (Monos falsos) de Short ocupó el primer puesto en el IFDB Top 100. Además de este, otros cinco juegos de Short, Savoir-Faire,(El saber hacer) City of Secrets, (La ciudad de los secretos), Bronze, (Bronce), Metamorphoses (Metamorfosis) y Bee , (abeja), clasificaron al top 100.